# Europarlamentari della Danimarca della VI legislatura
Gli europarlamentari della Danimarca della VI legislatura, eletti in occasione delle elezioni europee del 2004, sono stati i seguenti.

## Composizione storica
| Europarlamentare      | Lista                          | Gruppo    |
| --------------------- | ------------------------------ | --------- |
| Margrete Auken        | Partito Popolare Socialista    | Verdi/ALE |
| Jens-Peter Bonde      | Movimento di Giugno            | IND/DEM   |
| Niels Busk            | Venstre                        | ALDE      |
| Mogens Camre          | Partito Popolare Danese        | UEN       |
| Ole Christensen       | Socialdemocratici              | PSE       |
| Anne Elisabet Jensen  | Venstre                        | ALDE      |
| Dan Jørgensen         | Socialdemocratici              | PSE       |
| Ole Krarup            | Movimento Popolare contro l'UE | GUE/NGL   |
| Henrik Dam Kristensen | Socialdemocratici              | PSE       |
| Poul Nyrup Rasmussen  | Socialdemocratici              | PSE       |
| Karin Riis-Jørgensen  | Venstre                        | ALDE      |
| Anders Samuelsen      | Sinistra Radicale              | ALDE      |
| Gitte Seeberg         | Partito Popolare Conservatore  | PPE-DE    |
| Britta Thomsen        | Socialdemocratici              | PSE       |

## Modifiche intervenute

### Socialdemocratici
- In data 15.10.2006 a Henrik Dam Kristensen subentra Christel Schaldemose.

### Partito Popolare Conservatore
- In data 29.11.2007 a Gitte Seeberg subentra Christian Rovsing.

### Movimento di Giugno
- In data 09.05.2008 a Jens-Peter Bonde subentra Hanne Dahl.

### Sinistra Radicale
- In data 29.11.2007 a Anders Samuelsen subentra Johannes Lebech.

### Movimento Popolare contro l'UE
- In data 01.01.2007 a Ole Krarup subentra Søren Bo Søndergaard.